# Міранда (Каліфорнія)
Міранда (англ. Miranda) — переписна місцевість (CDP) в США, в окрузі Гумбольдт штату Каліфорнія. Населення — 441 особа (2020).

## Географія
Міранда розташована за координатами 40°13′43″ пн. ш. 123°49′3″ зх. д. / 40.22861° пн. ш. 123.81750° зх. д. (40.228744, -123.817422).  За даними Бюро перепису населення США в 2010 році переписна місцевість мала площу 3,88 км², з яких 3,86 км² — суходіл та 0,02 км² — водойми.

## Демографія
Згідно з переписом 2010 року, у переписній місцевості мешкало 520 осіб у 243 домогосподарствах у складі 138 родин. Густота населення становила 134 особи/км².  Було 265 помешкань (68/км²).
Расовий склад населення:
| - 84,4 % — білих - 2,5 % — корінних американців - 0,8 % — чорних або афроамериканців - 0,8 % — азіатів - 0,2 % — вихідців з тихоокеанських островів - 6,0 % — осіб інших рас |

До двох чи більше рас належало 5,4 %. Частка іспаномовних становила 14,4 % від усіх жителів.
За віковим діапазоном населення розподілялося таким чином: 22,5 % — особи молодші 18 років, 66,0 % — особи у віці 18—64 років, 11,5 % — особи у віці 65 років та старші. Медіана віку мешканця становила 41,3 року. На 100 осіб жіночої статі у переписній місцевості припадало 94,0 чоловіків;  на 100 жінок у віці від 18 років та старших — 89,2 чоловіків також старших 18 років.
Середній дохід на одне домашнє господарство  становив 71 686 доларів США (медіана — 35 417), а середній дохід на одну сім'ю — 106 619 доларів (медіана — 36 324). За межею бідності перебувало 37,1 % осіб, у тому числі 31,1 % дітей у віці до 18 років та 0,0 % осіб у віці 65 років та старших.
Цивільне працевлаштоване населення становило 175 осіб. Основні галузі зайнятості: роздрібна торгівля — 44,0 %, освіта, охорона здоров'я та соціальна допомога — 20,6 %, виробництво — 9,7 %, будівництво — 4,6 %.